# Harris B. McDowell
Harris Brown McDowell, Jr., född 10 februari 1906 nära Middletown, Delaware, död 1988 i Middletown, Delaware, var en amerikansk demokratisk politiker. Han representerade delstaten Delaware i USA:s representanthus 1955-1957 och 1959-1967.
McDowell utexaminerades från Beacom Business College i Wilmington, Delaware. Han var delstatens statssekreterare (Secretary of State of Delaware) 1949-1953. Han efterträdde 1955 Herbert B. Warburton som kongressledamot. Han besegrades av utmanaren Harry G. Haskell i kongressvalet 1956. McDowell vann sedan mot Haskell i kongressvalet 1958 och tillträdde på nytt som kongressledamot i januari 1959.
McDowell besegrades av republikanen William V. Roth i kongressvalet 1966 med 44 procent av rösterna mot 56 procent för Roth. McDowell ställde igen upp mot Roth i kongressvalet 1968 men fick den gången endast 41 procent av rösterna.